# Scariola albertoregelia
Scariola albertoregelia là một loài thực vật có hoa trong họ Cúc. Loài này được (C.Winkl.) Kirp. miêu tả khoa học đầu tiên.